# Plaine des Bouchers

La plaine des Bouchers (« Metzgerau ») constitue la partie ouest du quartier de la Meinau à Strasbourg. Elle est délimitée, à l'ouest, par le canal du Rhône au Rhin, à l'est, par la route de Colmar et au nord par la voie ferrée Strasbourg - Kehl. C'est actuellement une zone industrielle et de services.

## Histoire

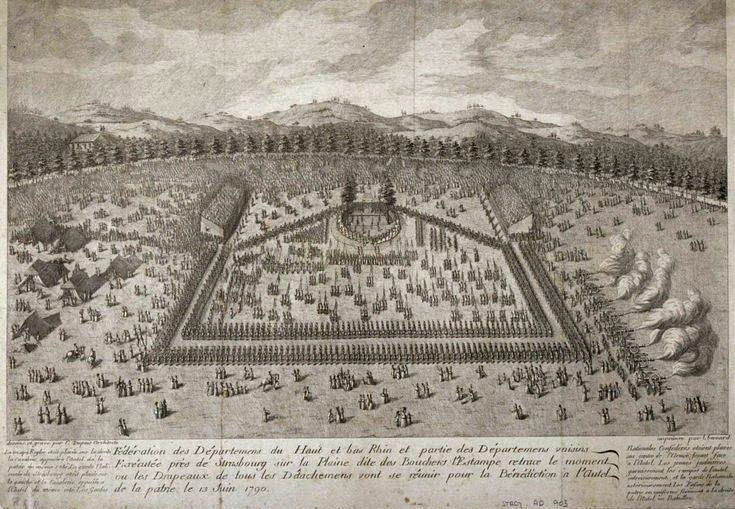
Plaine dite des Bouchers. [...] le moment ou les Drapeaux de tous les détachements vont se réunir pour la Bénédiction à l'Autel de la patrie le 13 juin 1790

C'est dans cette plaine, au sud de Strasbourg, qu'en 842 Charles le Chauve et Louis le Germanique se retrouvent pour signer les Serments de Strasbourg.
En 1321, les bouchers sont autorisés par la ville à y faire paître le bétail en attente d'abattage après les avoir conduites, parfois d’assez loin, à Strasbourg.
En 1911, le constructeur automobile Émile Mathis y construit une usine. À la suite de cela la ville de Strasbourg décide de la réalisation d'une zone industrielle. Celle-ci offre à toutes les activités un embranchement ferroviaire en direction du Port du Rhin et de la gare aux marchandises de Neudorf.
La zone industrielle de la plaine des Bouchers prend son essor après la Première Guerre mondiale, notamment grâce au développement de l'usine Mathis. Cette usine fut réquisitionnée durant la Seconde Guerre mondiale et bombardée en 1944. La production automobile ne reprendra jamais, plusieurs anciens bâtiments de l'usine ont aujourd'hui été reconvertis en immeubles de bureaux.
Durant la Seconde Guerre mondiale, les usines Junkers font construire des bâtiments d'essais aéronautiques. Le seul bâtiment achevé aurait été le témoin des tout premiers essais d'avions à réaction au monde. Il a survécu aux bombardements et accueille aujourd'hui des entreprises.
Dans les années 1970, la plaine des Bouchers comptait près de 12 000 emplois, c'est alors la plus importante zone d'activités de la ville. En 2008, il n'y a plus que 8 000 emplois.